# Pancasila

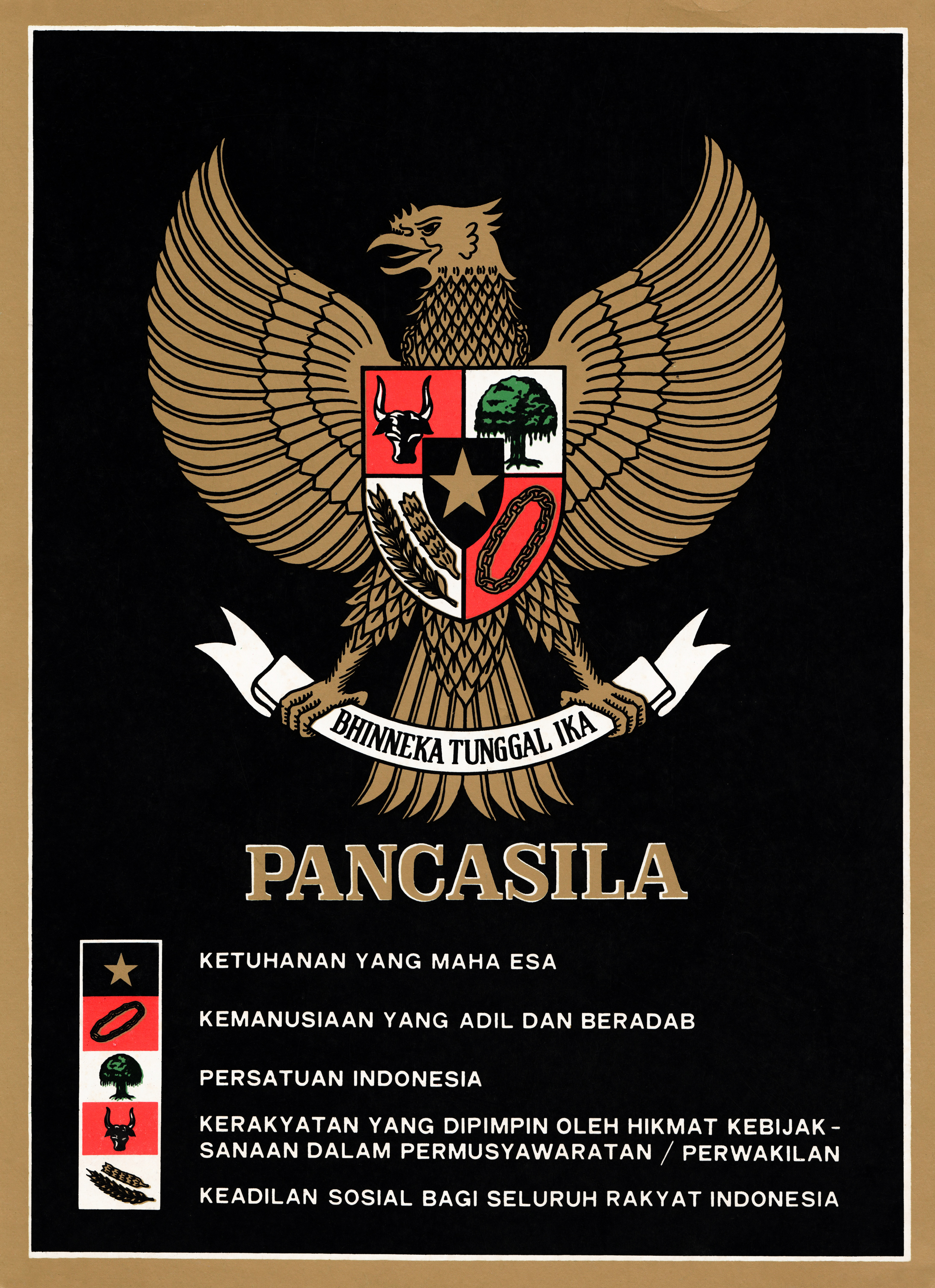
Uma representação do Garuda Pancasila em um cartaz de cerca de 1987; cada princípio da Pancasila é escrito ao lado de seu símbolo.

Pancasila (pronunciado [pantʃasila]) é o fundamento filosófico oficial da Indonésia. O termo consiste da justaposição de duas palavras em javanês arcaico (originárias do sânscrito), "pañca", que significa cinco, e "sila" significando princípios. É composto por cinco princípios considerados inseparáveis e inter-relacionados.

## Princípios

Escudo com os símbolos do Pancasila

1. Crença num único Deus ou Divinidade, (em indonésio: Ketuhanan Yang Maha Esa).
2. Sentido da humanidade justa e civilizada, (indonésio: Kemanusiaan Yang Adil dan Beradab).
3. Unidade da Indonésia, (indonésio: Persatuan Indonesia).
4. Democracia guiada pela sabedoria interior e emanada das deliberações entre os representantes do povo, (indonésio: Kerakyatan Yang Dipimpin oleh Hikmat Kebijaksanaan , Dalam Permusyawaratan dan Perwakilan).
5. Justiça social para todo o povo Indonésio, (indonésio: Keadilan Sosial bagi seluruh Rakyat Indonesia)

Cada princípio tem um símbolo que o representa, a saber:
1. Estrela: Representa a fé em "Deus", através do islamismo, cristianismo, budismo, hinduísmo ou qualquer outra religião.
2. Corrente: Representa o humanitarismo dentro da Indonésia e nas relações com a humanidade como um todo.
3. Figueira: Representa o nacionalismo e a união entre os muitos grupos étnicos da Indonésia.
4. Búfalo; Simboliza o governo representativo.
5. Arroz e Algodão: Representa a justiça social.

## História

### Primeira iteração de Sukarno
Desejando unir o diverso arquipélago da Indonésia em um único estado em 1945, o futuro Presidente Sukarno promulgou o Pancasila como a teoria filosófica fundamental do novo estado indonésio (em indonésio "Dasar Negara"). Sua filosofia política era fundamentalmente uma amalgamação de elementos do monoteísmo, do nacionalismo e do socialismo. Sukarno afirmou consistentemente que o Pancasila era uma filosofia de origem indígena indonésia que ele desenvolveu sob a inspiração de tradições filosóficas históricas indonésias, incluindo tradições indígenas indonésias, indianas hindus, ocidentais cristãs e árabes islâmicas.
"Ketuhanan" para ele era originalmente indígena, enquanto "Kemanusiaan" era derivado do conceito hindu de Tat Tvam Asi, o conceito islâmico de "fardhukifayah" e o conceito cristão de amor ao próximo. Sukarno explicou ainda que "Keadilan sosial", ou seja, justiça social, derivava do conceito javanês de "Ratu Adil", ou seja, o Líder Justo, sendo um governante messiânico javanês que libertaria o povo de todos os tipos de opressão. O Pancasila foi desenvolvido com a intenção de responder às prioridades muçulmanas, nacionalistas e cristãs da Indonésia.
A iteração de Pancasila que Sukarno apresentou em 1º de junho de 1945 ao Comitê Investigador para o Trabalho Preparatório para a Independência (BPUPK) em um discurso intitulado "O Nascimento do Pancasila" originalmente definiu o conceito filosófico como:
1. Kebangsaan Indonesia: patriotismo indonésio;
2. Internaionalisme: Internacionalismo enfatizando a justiça e a virtude da humanidade,
3. Musyawarah Mufakat: Consenso deliberativo enfatizando uma forma de democracia representativa na qual a dominância étnica está ausente e cada membro do conselho possui igual poder de voto,
4. Kesejahteraan Sosial: Bem-estar social baseado na teoria do estado de bem-estar social e enfatizando o socialismo popular, e
5. Ketuhanan yang Maha Esa: Uma Divindade que é uma unidade última (Uma formulação que pode ser vista como implicando tanto o monoteísmo quanto o panteísmo, permitindo assim o espaço para todas as principais religiões da Indonésia).

### Segunda iteração dos fundadores

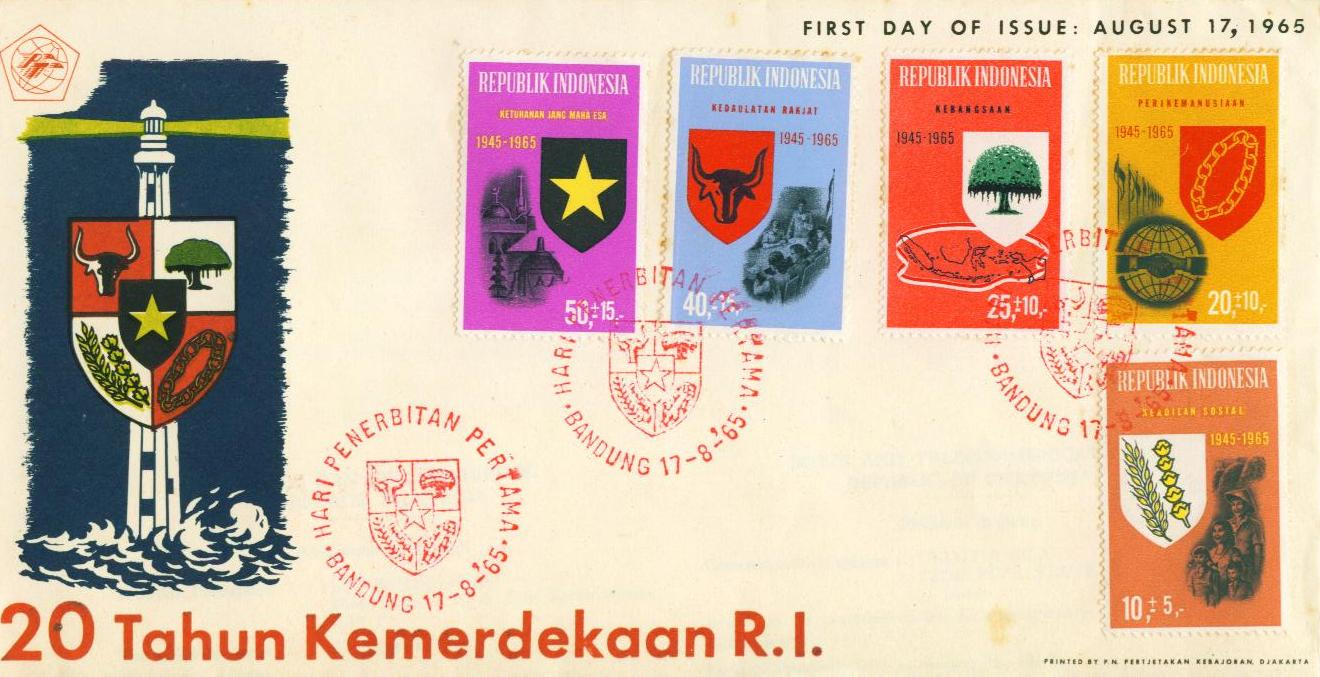
Cinco símbolos Pancasila em selos indonésios (1965)

Sukarno fez a primeira iteração do Pancasila em seu discurso de 1º de junho de 1945 ao Comitê de Investigação para o Trabalho Preparatório para a Independência (BPUPK), e omitiu a palavra "Indonésia". O Comitê dos Nove (Panitia Sembilan), composto por Sukarno, Mohammad Hatta, Mohammad Yamin, Alexandre Andries Maramis, Ahmad Subardjo, Ki Hadikusumo, Wachid Hasyim, Agus Salim e Abikusno, formularam a segunda iteração do Pancasila para a Carta de Jacarta e o Preâmbulo da Constituição da Indonésia de 1945  reordenando a enumeração original: o quinto sila de monoteísmo e religiosidade foi promovido como o primeiro sila; o segundo sila permaneceu, o primeiro sila original foi renumerado como o terceiro sila, e o terceiro e quarto silas originais foram renumerados como quarto e quinto silas.
Sukarno aceitou essa proposição dos outros membros. Além disso, o primeiro sila da Carta de Jacarta e o Preâmbulo da Constituição da Indonésia de 1945, foi emendado para ler "Ketuhanan dengan kewajiban menjalankan syariah Islam bagi pemeluk-pemeluknya" ("Crença em Deus Todo-Poderoso com a obrigação dos adeptos muçulmanos de cumprir a lei islâmica/Shari'ah). Em 18 de agosto de 1945, a BPUPK realizou outra emenda, excluindo a parte "com a obrigação de seus adeptos muçulmanos de cumprir a lei islâmica/Shari'ah" e, portanto, deixando o primeiro sila como simplesmente "Ketuhanan Yang Maha Esa".
A Constituição da Indonésia de 1945 definiu o Pancasila como os princípios fundamentais do estado indonésio independente.

### Interpretação pela administração da Nova Ordem
| “ | A democracia do pancasila procura encontrar um equilíbrio entre os interesses do indivíduo e os da sociedade. Procura impedir a opressão dos fracos pelos fortes, seja por meios econômicos ou políticos. Portanto, acreditamos que o Pancasila seja uma sociedade sócio-religiosa. Resumidamente, suas principais características são a rejeição da pobreza, do atraso, dos conflitos, da exploração, do capitalismo, do feudalismo, da ditadura, do colonialismo [...] e do imperialismo. Esta é a política que escolhi com confiança. | ” |
|   | — Suharto. |   |

A administração da Nova Ordem de Suharto, o segundo Presidente da Indonésia, apoiou fortemente o Pancasila. Seu governo promoveu os cinco princípios como uma ideologia nacional fundamental. Eles foram descritos como representando a sabedoria antiga do povo indonésio, pré-datando a introdução de religiões estrangeiras como o hinduísmo e o islamismo. Em um discurso de julho de 1982, que refletia sua ligação com as crenças javanesas, Suharto glorificou o Pancasila como uma chave para alcançar a vida perfeita ("ilmu kasampurnaning hurip") de harmonia com Deus e com os semelhantes.
Depois de inicialmente ter cuidado para não ofender as sensibilidades dos estudiosos muçulmanos que temiam que o Pancasila pudesse se transformar em um culto quase religioso, Suharto conseguiu uma resolução parlamentar em 1983 (Tap MPR No. 11/1983) que obrigava todas as organizações na Indonésia a aderirem ao Pancasila. Ele também instituiu um programa obrigatório para doutrinar todos os indonésios, desde estudantes de escolas primárias até trabalhadores de escritório, no Pancasila, cujo programa foi denominado "Penataran P4". Na prática, porém, a administração de Suharto explorou a imprecisão do Pancasila para justificar seus atos e condenar opositores como "anti-Pancasila".

### O islã político sob Suharto
Sob o comando de Suharto, os políticos islâmicos foram reprimidos e os religiosos muçulmanos foram cuidadosamente observados pelo governo indonésio. Vários generais cristãos que serviram sob Suharto, como L.B. Moerdani, perseguiram ativamente religiosos muçulmanos dentro das forças armadas indonésias. Sua abordagem, descrita como "anti-islâmica", supostamente envolvia negar as promoções dos muçulmanos, impedí-los de rezar nos quartéis e proibí-los de usar a saudação islâmica "assalamu'alaikum". Essas políticas anti-islâmicas seriam apoiadas por Suharto, apesar dele mesmo ser muçulmano, uma vez que ele considerava o Islã político como uma ameaça ao seu poder. O general cristão Theo Syafei, que também serviu sob o comando de Suharto, falou contra o islã político que chegou ao poder na Indonésia, e insultou o Alcorão e o Islã em comentários descritos como islamofóbicos.

## Fundamentação teórica
A formulação do Pancasila ocorreu em meados do século XX, perto do final da Segunda Guerra Mundial. Assim, a ideologia reflete a condição sócio-política do final do período colonial na Indonésia e a consequente grande guerra. Seu conceito é derivado e sintetizado a partir das idéias e ideais dos fundadores da Indonésia, mais proeminente de Sukarno. O período histórico que influenciou os pais fundadores da Indonésia, foram as condições sócio-políticas das colonias holandesas antes da eclosão da Segunda Guerra Mundial.
Na primeira metade do século XX, algumas ideologias foram estabelecidas ou abriram caminho nas Índias Orientais Holandesas; o imperialismo e sua antítese, o nacionalismo anticolonial, o governo javanês tradicional, o islamismo, a democracia, o socialismo e o comunismo. Os proponentes dessas ideologias haviam formado organizações políticas ou partidos para promover sua causa. O islâmico Sarekat Islam foi fundado em 1905, seguido por Masyumi em 1943. O Partido Comunista foi estabelecido em 1914, enquanto o Partido Nacionalista Indonésio de Sukarno foi fundado em 1927. Favorecer uma ideologia em detrimento de outra não satisfaria todos os componentes do povo indonésio, portanto decidiu-se que a nova república precisa compor uma nova ideologia derivada dos valores tradicionais indonésios, bem como valores compartilhados comuns derivados de várias ideologias.

### Pluralismo e inclusão
A Indonésia é uma nação multicultural, um país diverso composto por números de grupos étnicos com diferentes idiomas, culturas, religiões e modos de vida. Os pais fundadores decidiram que a ideologia do Estado deveria abranger e abrigar todo o espectro da sociedade indonésia, na qual o consenso pelo bem comum deve ser buscado e a justiça é servida e satisfeita. Como resultado, o Pancasila é baseado no pluralismo e moderação, uma mistura de diferentes ideologias, que vão desde o socialismo, o nacionalismo até a religiosidade.
Alguns compromissos foram feitos durante a formação do Pancasila para satisfazer os elementos da sociedade indonésia. Por exemplo, apesar da esmagadora população muçulmana, a Indonésia não adotou o islamismo político nem proclamou o Islã como sua religião oficial. Além do Islã, a Indonésia também reconhece várias religiões :
- Cristianismo (catolicismo e protestantismo);
- Hinduísmo (que também serve como um guarda-chuva para várias tradições animistas);
- Budismo;
- Confucionismo (adicionado no início do século XXI)

A adoção do indonésio em vez do javanês como língua nacional teve um valor prático como língua franca e reduziu as preocupações sobre o favorecimento da maioria javanesa. 
O Pancasila foi influenciado e copiou alguns aspectos dos valores de ideologias nacionais, incluindo o nacionalismo, o humanismo, a democracia, o socialismo e a religiosidade.  A necessidade de unificar esse país diverso também levou à formulação do lema nacional, Bhinneka Tunggal Ika, que pode ser traduzido como "unidade na diversidade". Declara a unidade essencial dos seus membros, apesar das diferenças étnicas, regionais, sociais ou religiosas.

### Moderação e tolerância
Em 1945, durante a formação do Pancasila, houve muito debate entre nacionalistas que pediam um Estado pluralista e islamistas que queriam um estado religioso governado pela lei islâmica ou sharia. Os fundadores da nação escolheram a tolerância religiosa. O Pancasila encoraja seus proponentes a praticar moderação e tolerância, assim o radicalismo e o extremismo são desencorajados. Para viver em harmonia numa sociedade plural, a adesão a um grupo religioso, étnico ou social não significa que eles possam dominar, discriminar ou ser prejudicado nas suas relações com outros grupos.

## Críticas
A União Internacional Ética e Humanista (IHEU) critica o primeiro sila porque não define um direito ao ateísmo, ou seja, uma rejeição da crença teísta, e possibilita uma cultura de repressão contra os ateus. O IHEU argumenta que enquanto a lei indonésia apenas reconhecesse as religiões do budismo, confucionismo, hinduísmo, islamismo, protestantismo e a Igreja Católica Romana, as pessoas que não se identificassem com nenhuma delas, incluindo os ateus, "continuariam a sofrer discriminação oficial".

Semelhante à controvérsia em torno da formulação do Juramento de Fidelidade dos Estados Unidos, o sila tem sido empregado como uma ferramenta para reprimir as pessoas que estão fora do sistema de classificação do governo. Além disso, as pessoas LGBT também são rotineiramente atacadas sob o pretexto desse princípio perante os tribunais indonésios, assim como em outras esferas públicas por organizações de todos os cargos no espectro político, e até mesmo por um juiz da Suprema Corte, Patrialis Akbar.